# Akropolis (Athen)
Akropolis i Athen er den bedst kendte akropolis i Grækenland. Selvom der findes flere akropoliser i Grækenland, er Akropolis i Athen så betydningsfuld, at den er almindeligt kendt blot som "Akropolis". Akropolis i Athen er en flad klippe, som rejser sig 150 meter over havet i byen Athen. Den var også kendt som Kekropia til ære for den legendariske slangemand Kekrops – den første atheniensiske konge.
Akropolis er i nutiden optaget på UNESCOs Verdensarvsliste, og den er en af Athens allerstørste turistattraktioner.
37°58′17″N 23°43′36″Ø / 37.97139°N 23.72667°Ø

## Klippens geologi
Akropolis hæver sig stejlt fra Attika-sletten med stejle klipper på tre sider. Den er kun tilgængelig til fods og kun fra vest, hvor den hænger sammen med den lavere bakke Areopagus. Den er formet af lag af en blå-grå kalksten, som er meget hård, men gennemtrængelig for vand. Dette hviler på et sandstenslag, som er blødere end kalksten, men uigennemtrængelig for vand. Denne konstruktion skaber både naturlige kilder og beskyttede huler ved bakkens fod. Dette var en faktor, som allerede tidligt, tiltrak beboelse på og omkring klippen

## Tidlige bosættelser
De tidligste fund fra området daterer sig tilbage til midten af stenalderen, selv om det er dokumenteret, at Attika har været beboet siden den tidlige stenalder (omkring 6000 f.Kr.). Det er relativt sikkert, at der på et tidspunkt i bronzealderen fandtes en mykensk megaron på klippetoppen. Her boede en lokal magthaver og hans familie, og der fandtes vagter, lokale kultgenstande samt et antal værksteder i et lille samfund. Beboelsen var omgivet af en tyk ringvold (muligvis mellem 4,5 og 6 m i højden) bestående af to brystværn opført af store stenblokke, der blev holdt sammen af en slags mørtel kaldet emplekton. Volden følger den mykenske tradition ved at have porten placeret skråt med et brystværn og et tårn hen over højresiden på indkommende personer, hvorved forsvaret lettere fungerede. Der var to mindre tilgængelige adgangsveje til toppen på nordsiden bestående af stejle, snævre trin indhugget i klippen. Det menes, at Homer hentyder til disse forhold, når han i Odysseen omtaler Erechteus' stærkt befæstede hjem (Odysseen, 7.81). Fra den tid stammer en kløft ved den nordøstlige kant, der opstod ved et jordskælv. Kløften gik helt ned til et mergellag, hvor vandet kunne samle sig. Befolkningen brugte kløften som brønd og skabte en trappe ned til bunden, der gjorde det muligt for beboerne at få vand i længere tid under den mykenske periode, hvilket var uvurderligt, når samfundet blev belejret.

## Den mørke tid
Tilsyneladende er Akropolis blevet skånet for de voldsomme ødelæggelser, som andre mykenske paladser blev udsat for, da der ikke er tegn på brand eller andre større skader i de få bygninger og genstande, der har overlevet fra den tid. Dette stemmer overens med de traditionelle athenske overleveringer, der fortæller, at området modstod dorernes pres. Der er kun beskeden viden om bygningernes præcise forhold i perioden hen imod den arkaiske periode bortset fra, at Akropolis blev indtaget af Kylon under det kylonske oprør og efterfølgende to gange af Peisistratos. Disse forsøg handlede primært om at gribe den politiske magt ved coups d'etat. Uanfægtet heraf er der tilsyneladende opført en mur med ni porte, Enneapylon, omkring den største vandkilde, Clepsydra ved den nordvestlige fod. Det var Peisistratos, der tog initiativ til at markere et område helliget dyrkelsen af Artemis. Området kaldtes Brauronia efter hans hjemby Brauron, og det fandtes på den sydvestlige side af klippen ved siden af ringvolden.

## Akropolis i arkaisk tid
Det er relativt sikkert, at et betydeligt tempel viet til Pallas Athene (byens beskytter) blev opført i midten af det 6. århundrede f.Kr. Denne doriske kalkstensbygning, hvorfra mange relikter har overlevet, omtales som "Blåskæg"-templet opkaldt efter en statue med tre skikkelser, halvt mand, halvt slange, hvis skæg var malet mørkeblåt. Om dette tempel erstattede et ældre tempel, et alter eller blot blev opført på et helligt område, vides ikke. I slutningen af det 6. århundrede f.Kr. blev endnu et tempel opført, normalt omtalt som Arkaios Naos (Det Gamle Tempel). Det menes, at det såkaldte Doerpfeld-fundament kan have hørt til dette tempel, som kan have været viet til Athene Partenos (jomfru Athene) frem for Pallas Athene, i hvert fald i den periode, hvor "Blåskæg"-templet fandtes. Det vides ikke, hvor længe de to templer fandtes side om side. 
For yderligere at skabe forvirring blev et nyere og større marmortempel kaldet det "Ældre Parthenon" opført på den tid, hvor "Blåskæg"-templet var sløjfet. Det skete efter slaget ved Marathon i 490 f.Kr. For at skabe plads til dette blev ruindele på sydsiden af klippetoppen fjernet, og området blev nivelleret ved at tilføre omkring 8.000 blokke på hver to tons kalksten fra Piræus. Dette fundament er visse steder 11 m dybt, og der blev fyldt op med jord, som blev holdt på plads af den bevarede mur. Den mykenske port blev fjernet og erstattet af den Gamle Propylon, en monumental kolonnadestruktur beregnet til ceremonielle formål frem for forsvarsmæssige. Det "Ældre Parthenon" stod ikke færdigt, da perserne i 480 f.Kr. invaderede Grækenland, og det blev hærget og nedbrændt sammen med Archaios Naos og stort set alt andet på klippen. Da perserkrigene var forbi, bragte athenerne området i orden igen, idet de først rituelt begravede religiøse genstande og kunstværker, der blev fundet uegnet til fremtidig anvendelse. Denne "Perserschutt" (perseraffaldsplads), som den betegnes, udgør den rigeste arkæologiske skat, der er udgravet på Akropolis, idet begravelsen havde beskyttet genstandene mod yderligere ødelæggelser gennem tiden.

## Perikles genopbygningsprogram
De fleste af de store templer blev genopført under ledelse af Perikles i Athens guldalder (460-430 f.Kr.). Feidias, en stor atheniensisk billedhugger, samt Iktinos og Kallikrates, to berømte arkitekter, havde ansvaret for genopførelsen. 
I løbet af det 5. århundrede f.Kr. fik akropoliset sin endelige udformning. Efter sejren i slaget ved Eurymedon i 468 f.Kr. gav Kimon og Themistokles ordre til genopførelse af de sydlige og nordlige mure, og Perikles overlod ansvaret for bygningen af Parthenon til Iktinos og Feidias. I 437 f.Kr. indledte Mnesikles opførelsen af Propylæa, monumentale porte med søjler af marmor fra Penteli, delvist bygget oven på den tidligere propylæ fra Pisistratus. Disse kolonnader stod næsten færdige i 432 f.Kr. og havde to fløje, hvoraf den nordlige fungerede som billedgalleri. På samme tid blev opførelsen af det lille Athena Nike-tempel påbegyndt syd for propylæet. Efter en afbrydelse som følge af den Peloponnesiske Krig stod templet færdigt på samme tid som Nikias' fredsslutning, et sted mellem 421 f.Kr. og 415 f.Kr.
I samme periode begyndte man opførelsen af det såkaldte Erechteion der var en kombination af hellige områder, herunder templerne for Athena Polias, Poseidon, Erechteus, Kekrops, Erse, Pandrosos og Aglauros med dens såkaldte Kore-vindfang (eller Karyatidernes balkon)
. Mellem Athena Nike-templet og Parthenon fandtes Artemis Brauronias temenos, hvor gudinden var portrætteret som bjørn og helligholdt i Braurons deme. The arkaiske xoanon for gudinden og en statue skabt af Praxiteles i det 4. århundrede f.Kr. befandt sig begge på området. Bag Propyæa dominerede Feidias' gigantiske bronzestatue af Athena Promachos ("hun, der kæmper i forreste linje"), som blev skabt mellem 450 f.Kr. og 448 f.Kr. billedet. Fundamentet var 1,5 m højt, og hele statuen var 9 m høj. Gudinden holdt en lanse, hvis forgyldte spids kunne ses af søfolk på skibe, der rundede Sunion-næsset, og et gigantisk skjold på venstre side med dekorationer bestående af billeder af kampen mellem kentaurerne og lapitherne. Andre monumenter, hvoraf stort set intet har overlevet til nutiden, var Kalkhotheke, Pandroseion, Pandions helligdom, Athenas alter, Zeus Polieus' helligdom og fra romertiden og frem det runde tempel for Augustus og Rom.

## Kunst og arkitektur
Indgangen til Akropolis var en monumental port kaldet Propylæa. Lige til højre for Propylæa finder man det lille Athena Nike-tempel. En bronzestatue af Athena skabt af Feidias stod oprindeligt heri. I områdets midte finder man Parthenon eller templet for Athena Parthenos (Jomfru Athena). Til venstre for Propylæa ligger Erechteum med søjler kendt som karyatider udformet som kvindefigurer. Der er også ruiner af et åbent teater kaldet Dionysos-teateret, hvor alle de kendte stykker af de græske dramatikere først blev opført. Omkring hundrede meter længere tilbage finder man det delvist rekonstruerede Herodes Attikus-odeon, der giver et tydeligt indtryk af, hvordan også Dionysosteateret må have set ud bortset fra, at begge havde tag og meget markante bagtæpper ved scenerne. Herodes Attikus-odeonet har en matestætisk knejsende række buer og piller med en enorm marmorgang, der leder op til scenen, og buerne har sandsynligvis været to rækker højere endnu. Teateret bruges hver sommer til moderne opsætninger af de gamle stykker. Med siddepladser til tusindvis af tilskuere var og er akustikken perfekt, og den giver publikum mulighed for at forbløffes over de ældgamle dramaer af så inspirerende dramatikere og tragikere som Aischylos, Sofokles og Euripides.

### Bygninger i Akropolis
1. Parthenon
2. Gamle Athena-tempel
3. Erechteion
4. Statue af Athena Promachos
5. Propylæa
6. Athena Nike-templet
7. Eleusinion
8. Helligdommen for Artemis Brauronia, kaldet Brauroneion
9. Kalkotheke
10. Pandroseion
11. Arreforion
12. Alter for Athena
13. Helligdommen for Zeus Polieus
14. Helligdommen for Pandion
15. Herodes Attikus' odeon
16. Eumenes' stoa
17. Helligdommen for Asklepius, kaldet Asklepieion
18. Dionysos-teateret
19. Perikles' odeon
20. Dionysos Eleuthereus' temenos
21. Aglaureion

## Kulturel betydning
Hvert fjerde år holdt indbyggerne i Athen en festival, som de kaldte Panathenæa. Festivalen var næsten lige så populær som de olympiske lege. Under festivalen gik en procession gennem Athen, op til Akropolis og ind i Parthenon, som det er beskrevet på en frise inde i Parthenon. Der blev en kæmpedragt af vævet uld (peplos) ceremonielt placeret på  Feidias' statue af Athena.